# Mazel Tov ou le Mariage
Pour les articles homonymes, voir Mazeltov.
Pour plus de détails, voir Fiche technique et Distribution.
Mazel Tov ou le Mariage est un film français de Claude Berri sorti en 1968.

## Synopsis
Claude, un jeune juif d'extraction modeste et Isabelle, fille de diamantaires anversois, se rencontrent sur une plage en été. Lui rêve de famille, de femme et d'enfants. Elle ne pense qu'à s'amuser. Lorsque Isabelle tombe enceinte, Claude est poussé par les deux familles à l'épouser. Mais il fuit dans les bras d'une ravissante anglaise, Helen...

## Fiche technique
- Titre : Mazel Tov ou le Mariage
- Réalisation : Claude Berri
- Scénario : Claude Berri
- Assistant réalisateur : Pierre Grunstein, Claude Confortès, Jérôme Kanapa
- Photographie : Ghislain Cloquet
- Producteur : Gilbert de Goldschmidt
- Pays d'origine : France
- Format : couleur, 35 mm
- Date de sortie : 1969
- Genre : comédie dramatique
- Durée : 87 minutes
- Date de sortie :
  - France : 18 septembre 1968

## Distribution
- Claude Berri Claude
- Élisabeth Wiener Isabelle
- Prudence Harrington Helen
- Luisa Colpeyn : Madame Schmoll
- Grégoire Aslan M. Schmoll, le beau-père
- Régine Marthe Schmoll, la belle-sœur